# Staatssekretär (Schweiz)
Staatssekretäre in der Schweiz sind im Wesentlichen protokollarisch höhergestellte Amtsdirektoren innerhalb der Bundesverwaltung, die einem Staatssekretariat vorstehen. Der Titel wird seit 1979 durch den Bundesrat verliehen. Dieser kann ihn gemäss dem Regierungs- und Verwaltungsorganisationsgesetz (RVOG) weiteren Direktoren sowie Generalsekretären vorübergehend zuerkennen, wenn sie im Auftrag des Bundesrates die Schweiz an internationalen Verhandlungen auf höchster Ebene vertreten.

## Staatssekretariate
Zurzeit gibt es sechs Staatssekretäre. Diese sind fünf der sieben bestehenden Departemente zugeordnet.
- Staatssekretariat im Departement für auswärtige Angelegenheiten
- Staatssekretariat für Wirtschaft (SECO) im Departement für Wirtschaft, Bildung und Forschung
- Staatssekretariat für Bildung, Forschung und Innovation (SBFI) im Departement für Wirtschaft, Bildung und Forschung
- Staatssekretariat für internationale Finanzfragen (SIF) im Finanzdepartement
- Staatssekretariat für Migration (SEM) im Justiz- und Polizeidepartement
- Staatssekretariat für Sicherheitspolitik (SEPOS) im Departement für Verteidigung, Bevölkerungsschutz und Sport

## Geschichte
Bis weit ins 20. Jahrhundert hinein war die Verwaltungsstruktur der Bundes bewusst klein gehalten worden, was sich insbesondere im Verkehr mit dem Ausland zunehmend als Nachteil erwies. Im Vergleich zu den meisten ausländischen Staatsapparaten fehlte in der Schweiz eine Verwaltungsebene, da auf einen Bundesrat (entspricht dem Rang eines Ministers) sogleich Direktoren und Abteilungsleiter folgten. So kam es ab den 1960er Jahren immer häufiger vor, dass der Leiter der Politischen Direktion, eigentlich die Nummer zwei im Politischen Departement (wie das Aussenministerium damals hiess), häufig nicht auf gleicher protokollarischer Stufe verhandeln konnte. Gleichzeitig fühlten sich verschiedene Bundesräte durch die immer wichtiger werdende Besuchsdiplomatie zunehmend überlastet und klagten, sie hätten kaum noch Zeit für das eigentliche Regieren.
1975 beschloss die Bundesversammlung eine Revision der Regierungs- und Verwaltungsorganisation. Im Grundsatz waren sich die Parlamentarier einig, dass die Bundesräte von Verwaltungs- und Repräsentationsaufgaben entlastet werden mussten. Allerdings erwies es sich als schwierig, eine auf die Verhältnisse der Schweiz zugeschnittene Lösung zu finden. Nicht in Frage kam das Modell der Bundesrepublik Deutschland, wo Staatssekretäre auch eine politische Funktion haben, denn das Parlament sträubte sich gegen die Schaffung «departementaler Nebenkönige». 1978 entschied sich der Bundesrat für eine Kompromisslösung und führte so genannte «Titularstaatssekretäre» ein, die keine eigenständigen Entscheidungsbefugnisse besitzen. Die zwei ersten Staatssekretariate wurden am 1. Februar 1979 geschaffen. Im Laufe der Zeit kamen vier weitere hinzu.

## Liste der Staatssekretäre
Folgende Personen hatten bzw. haben das Amt eines Staatssekretärs inne:

### Staatssekretariat im EDA
| Name            | Amtsdauer |
| --------------- | --------- |
| Livia Leu       | 2021–2023 |
| Alexandre Fasel | 2023–     |

### Direktion für europäische Angelegenheiten (DEA)
| Name               | Amtsdauer |
| ------------------ | --------- |
| Roberto Balzaretti | 2018–2020 |
| Livia Leu          | 2020      |

### Politische Direktion (PD)
| Name               | Amtsdauer |
| ------------------ | --------- |
| Albert Weitnauer   | 1979–1980 |
| Raymond Probst     | 1980–1984 |
| Edouard Brunner    | 1984–1989 |
| Klaus Jacobi       | 1989–1992 |
| Jakob Kellenberger | 1992–1999 |
| Franz von Däniken  | 1999–2005 |
| Michael Ambühl     | 2005–2010 |
| Peter Maurer       | 2010–2012 |
| Yves Rossier       | 2012–2016 |
| Pascale Baeriswyl  | 2016–2019 |

### Staatssekretariat für Wirtschaft (SECO)
(zunächst Bundesamt für Aussenwirtschaft BAWI, 1999 mit dem Bundesamt für Wirtschaft und Arbeit BWA zum SECO zusammengeschlossen)
| Name                             | Amtsdauer |
| -------------------------------- | --------- |
| Paul Jolles                      | 1979–1983 |
| Cornelio Sommaruga               | 1984–1986 |
| Franz Blankart                   | 1986–1998 |
| David Syz                        | 1999–2004 |
| Jean-Daniel Gerber               | 2004–2011 |
| Marie-Gabrielle Ineichen-Fleisch | 2011–2022 |
| Helene Budliger Artieda          | 2022–     |

### Staatssekretariat für Bildung, Forschung und Innovation (SBFI)
(zunächst Gruppe für Wirtschaft und Forschung GWF, ab 2005 Staatssekretariat für Bildung und Forschung SBF, seit 2013 SBFI)
| Name                | Amtsdauer |
| ------------------- | --------- |
| Heinrich Ursprung   | 1992–1997 |
| Charles Kleiber     | 1997–2007 |
| Mauro Dell’Ambrogio | 2008–2018 |
| Martina Hirayama    | 2019–     |

### Staatssekretariat für internationale Finanzfragen (SIF)
| Name                  | Amtsdauer |
| --------------------- | --------- |
| Michael Ambühl        | 2010–2013 |
| Jacques de Watteville | 2013–2016 |
| Jörg Gasser           | 2016–2019 |
| Daniela Stoffel       | 2019–     |

### Staatssekretariat für Migration (SEM)
| Name                        | Amtsdauer |
| --------------------------- | --------- |
| Mario Gattiker              | 2015–2021 |
| Christine Schraner Burgener | 2022–2025 |
| Vincenzo Mascioli           | 2025–     |

### Staatssekretariat für Sicherheitspolitik (SEPOS)
| Name         | Amtsdauer |
| ------------ | --------- |
| Markus Mäder | 2024–     |